# 日枝大神社
日枝大神社（ひえだいじんじゃ）は、神奈川県川崎市川崎区小田にある神社。

## 概要
948年（天暦2年）に日吉大社から勧請して創建。1734年（享保19年）に氏子が奉納した水屋の手水鉢が現存している。
江戸時代には、小田村、下新田村（現：浅田）、菅沢村（現：横浜市鶴見区菅沢町）の鎮守として、北隣りの真言宗円能院が別当寺となり、山王権現・比叡宮と称していたが、1873年（明治6年）12月に村社になった際、社号を日枝大神社に改めた。

## 祭神
- 大山咋命
- 大山津見命
- 天照皇大神
- 木花開耶姫命
- 大国主命
- 豊受姫命

## 境内社
- 八王子社
- 稲荷神社
- 浅間神社
- 神明社
- 大鷲神社

## 祭事
- 1月1日 - 歳旦祭
- 2月3日 - 節分祭
- 2月28日 - 祈年祭【春祭】
- 5月第3土日 - 例大祭
- 6月28日 - 夏越祓
- 7月第2土曜日 - 雪洞祭（ぼんぼりまつり）
- 11月23日 - 新嘗祭【秋祭】
- 12月28日 - 大祓